# Claim (Werbung)
Der englische Begriff Claim wird im Marketing, vor allem in der Werbung, häufig in derselben Bedeutung wie Slogan verwendet. „Claim“ wird als Scheinanglizismus in Deutschland zur Bezeichnung eines Werbeslogans benutzt. In England würde dieser als „Endline“ oder „Strapline“, in den USA als „Tagline“ bezeichnet. Er bezeichnet einen fest mit dem Unternehmens- oder Markennamen verbundenen Satz oder Teilsatz, der Bestandteil des Unternehmenslogos oder Markenzeichens sein kann. Mitunter gibt es auch „Kampagnen-Claims“, die nur für die Dauer einer Werbekampagne verwendet werden.
Ein Claim kann mehrere Funktionen haben: Er kann die Positionierung eines Leistungsangebotes oder einer Marke, ein zentrales „Versprechen“ oder einen Produktnutzen, eine Mission, eine Vision oder das Alleinstellungsmerkmal des Unternehmens oder der Marke kommunizieren.
Der Begriff leitet sich aus der früher in Nordamerika und Australien verwendeten Bezeichnung Claim für ein abgestecktes Grundstück ab.
Manche Claims sind zu geflügelten Worten geworden.

## Sub-Claim
Neben den (Haupt-)Claims gibt es bei etlichen Unternehmen auch untergeordnete Sub-Claims, die z. B. anlassabhängig verwendet werden. Beispielsweise ergänzte der Radiosender SWR1 seinen Haupt-Claim Eins gehört gehört – SWR1 mit dem Sub-Claim Die größten Hits aller Zeiten, um gegenüber den Radiohörern die Positionierung seines Musikprogramms zu verdeutlichen. Für die Medienbranche begründet sich die Wichtigkeit solcher Claims dadurch, dass sie auch im Rahmen von Medienanalysen bei TV- und Hörfunk-Konsumenten abgefragt werden und so den messbaren Erfolg beeinflussen können.

## Erfolgskriterien
Um erfolgreich zu sein, sollte ein Claim mindestens folgende Merkmale aufweisen (vereinfachte Darstellung):
- Differenzierung (Prägnanz, Memorierbarkeit, Botschaftsträger)
- Assoziation und Bedeutung (positive Belegung)
- Erinnerungswirkung (Bedeutungsgehalt, phonetische Qualität, Imagestärke)
- Internationalisierung (linguistische Bedeutungssicherung)
- zeitliche Ungebundenheit (Resistenz gegen Zeitgeist und abklingende Trends)
- Schutzfähigkeit (Verfügbarkeit, Schützbarkeit)
- Design und Sound (klare Visualisierbarkeit, phonetische Einzigartigkeit)

## Ansätze
Die meisten Claims nennen ihren Zielgruppen einen „guten Grund“ (Reason Why), warum sie sich bei ihrem Kauf für das betreffende Unternehmen bzw. die betreffende Marke entscheiden sollten. Dabei werden meist folgende Ansätze gewählt:
- Nennung von Eigenschaften des Unternehmens bzw. seiner Mitarbeiter (z. B. engagiert[5], hingebungsvoll[6], kompetent[7], anwenderorientiert[8], sympathisch[9]);
- Nennung von Eigenschaften der Marke bzw. ihrer Produkte (z. B. multifunktionell[10], zuverlässig[11], vertrauenswürdig[12], Spitzenqualität[13], bedienungsfreundlich[14]);
- Nennung eines Nutzen„versprechens“ (z. B. Freude[15], Gelassenheit[16], Sorgenfreiheit[17][18], Erlebnis[19], Harmonie[20]);
- Erwähnung eines „guten Anlasses“[21];
- Adressierung der Zielgruppe durch
  - Nennung des Selbstverständnisses ihrer Mitglieder (z. B. anspruchsvoll[22], erfahren („Kenner“)[23], (extrem) preisbewusst[24]) oder
  - ein Ansprechen von Emotionen ihrer Mitglieder (z. B. Patriotismus[25], Begeisterung[26]).

Unternehmen, die auf die (explizite) Nennung eines „guten Grundes“ verzichten, wählen für ihren Claim beispielsweise folgenden Ansatz:
- Nennung des Leistungsportfolios[27];
- Nennung der Rolle, die das Unternehmen gegenüber seinen Kunden spielt (z. B. „Architekt“)[28];
- Empfehlen des Unternehmens bzw. der Marke als „erste Wahl“[29].

Oft werden in einem Claim mehrere dieser Ansätze kombiniert.

## Rhetorische Figuren
Bei der Gestaltung von Claims werden oft rhetorische Figuren verwendet, beispielsweise
- Appell[31]
- Repetitio[32]
- Asyndeton[33]
- Klimax[34]
- Alliteration[15][24][35]
- Endreim[36]
- Homöoprophoron[24]
- Variatio[37]
- Metapher[38]
- Analogie[39]
- Rhetorische Frage[40]
- Frage[41]
- Mehrdeutigkeit (Ambiguität)[42]

## Branchentypische Ähnlichkeiten
Claims von Unternehmen, die in derselben Branche arbeiten, weisen oft sprachliche Ähnlichkeiten auf. Claims in der Medienbranche betonen beispielsweise oft, dass man mit dem jeweiligen Medium mehr oder besser sehen, erkennen, verstehen oder wissen könne.
Die Lebensmittelindustrie setzt mit Schlagworten wie „probiotisch“, „light“ etc. häufig auf health claims. Die Produkte sollen also nicht nur schmecken, sondern einen positiven Einfluss auf das Lebensgefühl insgesamt haben.

## Rezeption
Die Naming-Agentur Endmark führte in den Jahren 2003, 2006 und 2009 Claim-Studien durch. Dabei wurde die Verständlichkeit englischsprachiger Werbung bei deutschen Verbrauchern untersucht. In der aktuellen Studie wurden zehn Werbeslogans unterschiedlicher Branchen, die sich alle an Endverbraucher richteten, untersucht. Die Bandbreite reichte dabei von Levi’s (Live unbuttoned) über Braun (Design Desire) bis Langnese (World’s Pleasure Authority). Ähnlich wie in den Jahren zuvor ergab die Befragung, dass über zwei Drittel der Konsumenten die englischen Werbebotschaften entweder gar nicht oder falsch verstehen. In Einzelfällen führten die Übersetzungsversuche zu skurrilen Ergebnissen wie Mache Deinen Brotkasten selbst für Broadcast Yourself (YouTube) und Explosionen an der Stadtgrenze für Explore the city limits (Opel). Nur etwa 28 Prozent der Befragten konnten die englischen Werbesprüche im Sinne ihrer Absender verstehen.

## Plagiierung
Obwohl Claims den Anspruch erheben, so unverwechselbar zu sein wie das Unternehmen oder die Marke, für die sie stehen, werden Claims mitunter – absichtlich oder zufällig – plagiiert. Beispielsweise wählte der (bereits oben erwähnte) deutsche Radiosender SWR1 den angeblich von der Frankfurter Werbeagentur Conrad & Burnett vorgeschlagenen Claim Eins gehört gehört. SWR1. Allerdings hatte bereits 1995 der Autor Wolf Haas in seiner Eigenschaft als Werbetexter der Wiener Werbeagentur Demner & Merlicek den gleichen, im Original immer noch verwendeten Claim Ö1 gehört gehört! für das erste österreichische Radioprogramm erfunden und in den Radiospots selbst gesprochen. Nach Verhandlungen in den Jahren 1999 und 2000 einigten sich die beiden Sender darauf, den fast gleich lautenden Claim parallel zu verwenden, weil es keine inhaltlichen und kaum räumliche Überschneidungen zwischen den Programmen und somit keine Konkurrenzsituation gebe.